# Siliana Nord
La delegació o mutamadiyya de Siliana Nord (àrab: معتمدية سليانة الشمالية, muʿtamadiyyat Silyāna ax-Xamāliyya) és una delegació de Tunísia a la governació de Siliana, formada per la part nord de la ciutat de Siliana, i el territori de la vall de l'Oued Siliana, amb l'embassament de Siliana, fins a la vila d'El Kasab, i cap al sud-oest abraçant la vila de Jama amb el jaciment arqueològic de Zama Minor. La delegació té 23.700 habitants segons el cens del 2004.

## Administració
Com a delegació o mutamadiyya, duu el codi geogràfic 24 51 (ISO 3166-2:TN-12) i està dividida en nou sectors o imades:
- Siliana Ville (24 51 51)
- Siliana Nord (24 51 52)
- El Arab (24 51 53)
- Jema (24 51 54)
- Massouj (24 51 55)
- El Jouii (24 51 56)
- El Khalsa (24 51 57)
- Aïn Ed-Dissa (24 51 58)
- Siliana Sud (24 52)

A nivell de municipalitats o baladiyyes, forma part de la municipalitat de Siliana (codi geogràfic 24 11).